# Championnat de France de football américain 1995
Navigation
Saison 1994 Saison 1996
La saison 1995 du casque de diamant est la 14e saison du championnat de France de football américain. Elle voit le sacre des Argonautes d'Aix-en-Provence.
A compter de cette saison, le nom du trophée change et devient le Casque de Diamant (auparavant Casque d'Or).

## Classement général
| Qualifié en play-offs |

| Relégué en casque de bronze |

| Poule A                   |      |      |      |     |          |            |
| Club                      | Vic. | Nuls | Déf. | Pts | Pts pour | Pts contre |
| Castors-Sphinx du Plessis | 2    | 0    | 0    | 6   | 76       | 8          |
| Argonautes d'Aix          | 1    | 0    | 0    | 3   | 42       | 12         |
| Fighters de Croissy       | 1    | 0    | 0    | 3   | 55       | 40         |
| Team Paris                | 1    | 0    | 1    | 4   | 17       | 22         |
| Caïmans 72 du Mans        | 4    | 0    | 6    | 18  | 170      | 256        |
| Flash de La Courneuve     | 1    | 0    | 1    | 4   | 40       | 41         |
| Centaures de Grenoble     | 0    | 0    | 1    | 1   | 18       | 28         |
| Météores de Fontenay      | 0    | 0    | 1    | 1   | 8        | 19         |

## Calendrier / Résultats
- Caïmans 0 - 26 Castors-Sphinx
- Team Paris 0 - 6 Caïmans
- Caïmans 13 - 20 Flash
- Météores 8 - 19 Caïmans
- Caïmans 40 - 55 Fighters
- Castors-Sphinx 50 - 8 Caïmans
- Caïmans 16 - 17 Team Paris
- Flash 20 - 28 Caïmans
- Centaures 18 - 28 Caïmans
- Caïmans 12 - 42 Argonautes

## Play-offs

### Demi-finales
- Castors-Sphinx 42 - 20 Fighters
- Argonautes 46 - 0 Team Paris

### Finale
- 25 juin 1995 à Paris au Stade Charléty devant 8500 spectateurs :

Argonautes 36 - 16 Castors-Sphinx

## Sources
- (fr) Elitefoot
- (fr) Site de Caïmans 72 du Mans